# Ana Besarab
Ana, Anka ili Anča Besarab, bila je supruga srpskog cara Stefana Uroša V, druga i poslednja srpska carica. Došla je u Srbiju oko 1360. godine, i bila je, kao i njen suprug, nemoćni svedok početka zalaska srednjovekovne srpske države.

## Poreklo
Ana je bila kći vlaškog vojvode samim tim i vlaška princeza Aleksandra Besarabe i Klare. Njena sestra, bila je žena budućeg bugarskog cara. Do sklapanja ovog braka je, najverovatnije, došlo po inicijativi Uroševe carice-majke, Jelene Asen (monahinje Jelisavete), koja je ovim brakom želela da dodatno učvrsti veze sa svojim bugarskim srodnicima. Moguće da je sklopljen brak i zbog društvenih i porodičnih razloga jer je učvršćivalo veze sa hrišćanskim zemljama vizantijskog uticaja.

## Bračni život
Život poslednje srpske carice nimalo se ne može uporediti sa životom njene svekrve, ili nekih drugih vladarskih supruga u Srbiji. Za razliku od njih, Ana nije imala ulogu u političkom životu države. Čak i da je imala takvu ambiciju, stanje u državi joj nije bilo naklonjeno. Njen suprug nije imao dovoljno autoriteta niti državničkog talenta, da održi vladarske tekovine svoga oca, Stefana Uroša IV Dušana, i njegovih prethodnika. Osokoljeni opadanjem vladarske moći, oblasni gospodari Srpskog carstva, počeli su voditi samostalnu politiku. U takvoj situaciji, car Stefan Uroš V se počeo oslanjati uz najmoćnije, prvo Vojislava Vojinovića, a potom braću Mrnjavčeviće. Carica Ana i car Uroš nisu imali potomaka. Sve više su ličili na „vladarski par bez države”. U takvoj situaciji, Ana nije imala nikakve mogućnosti da utiče na sudbinu zemlje kojoj je bila carica. Štaviše, postala je tihi svedok burnih događaja, koji su se počeli smenjivati strahovitom brzinom. Prvo propast braće Mrnjavčevića, u Maričkoj bici, 26. septembra 1371. godine. godine, a potom i iznenadna smrt cara Uroša Nejakog, 2. ili 4. decembra, iste godine.
Time se prekinula najsnažnija spona, koja je Anu vezivala za Srbiju, koju ona, za razliku od nekih svojih prethodnica, nije napustila. Ubrzo, nakon Uroševe smrti, povukla se u tišinu manastira, ponevši monaško ime Jelena. Tu je i preminula, ne zna se tačno gde i kada, otišavši isto onako kako je i živela — tiho.

## Spoljašnje veze
- Cara oženila majka („Večernje novosti”, 1. februar 2011)